# University of Chicago Booth School of Business
De University of Chicago Booth School of Business (ook wel Chicago Booth of Booth genoemd) maakt deel uit van de University of Chicago in Chicago, Illinois, in de Verenigde Staten. Booth biedt Engelstalige, vol- en deeltijdse, master- en doctoraatsopleidingen aan in bedrijfskunde. Booth heeft negen Nobelprijswinnaars in de Economische Wetenschappen voortgebracht. De onderwijsinstelling, voorheen bekend als de University of Chicago Graduate School of Business (of GSB), is de op een na oudste business school in de Verenigde Staten en de eerste die een Executive MBA-programma aanbiedt. De school werd hernoemd in 2008 na een schenking van $300 miljoen door alumnus David G. Booth.
De campus van de school bevindt zich in Hyde Park in Chicago, waar ook de universiteit zich bevindt. Booth heeft extra campussen in centraal Chicago, London en Hong Kong. Naast het opleiden van studenten doet de school met name onderzoek op het gebied van onder andere financiën, economie, kwantitatief marketingonderzoek en boekhouding. Het voltijds MBA programma van Booth is volgens U.S. News & World Report gerangschikt op de eerste plaats, gelijk met Harvard Business School.